# 제안요청서
제안요청서(RFP, request for proposal)는 발주자가 특정 과제의 수행에 필요한 요구사항을 체계적으로 정리하여 제시함으로써 제안자가 제안서를 작성하는데 도움을 주기 위한 문서이다. 제안요청서에는 해당 과제의 제목, 목적 및 목표, 내용, 기대성과, 수행기간, 금액(Budget), 참가자격, 제출서류 목록, 요구사항, 제안서 목차, 평가 기준 등의 내용이 포함된다.
제안요청서는 시스템 설계에 사용자의 요구사항을 반영해 나중에 사용자의 제안이 잘 실행되고 있는지 판단하기 쉽게 만든다. 제안요청서를 만들면 현재 판매 회사의 상황을 잘 이해하고 있어야 한다.

## 같이 보기
- 요구사항